# Lista de episódios de One World
Abaixo segue uma lista de episódios de One World, uma sitcom adolescente da NBC.

## Primeira temporada
| #  | Título                          | Exibição Original    |
| -- | ------------------------------- | -------------------- |
| 1  | Hurricane Jane                  | 1998, 12 de Setembro |
| 2  | What's in a Name                | 1998, 19 de Setembro |
| 3  | Marci's Job                     | 1998, 26 de Setembro |
| 4  | The Gift                        | 1998, 3 de Outubro   |
| 5  | Community Service               | 1998, 10 de Outubro  |
| 6  | The 12 Steps to Ben             | 1998, 17 de Outubro  |
| 7  | Runaround Sui                   | 1998, 24 de Outubro  |
| 8  | Crushes, Lies & Zuckerman       | 1998, 31 de Outubro  |
| 9  | Two Flew over the Cuckoo's Nest | 1998, 14 de Novembro |
| 10 | Ben's Brother                   | 1998, 21 de Novembro |
| 11 | The Thanksgiving Show           | 1998, 28 de Novembro |
| 12 | The One Where Sui & Alex Walk   | 1998, 5 de Dezembro  |
| 13 | Love Is a Many Splintered Thing | 1998, 12 de Dezembro |

## Segunda temporada
| #  | Título                                   | Exibição Original    |
| -- | ---------------------------------------- | -------------------- |
| 1  | Love and Foster Kids Aren't Always Blind | 1999, 11 de Setembro |
| 2  | Flushed with Love                        | 1999, 18 de Setembro |
| 3  | How Neal Got His Groove Back             | 1999, 2 de Outubro   |
| 4  | The Tangled Web                          | 1999, 9 de Outubro   |
| 5  | Playing the Field                        | 1999, 16 de Outubro  |
| 6  | Cyrano De Bengerac                       | 1999, 23 de Outubro  |
| 7  | It's All Geek to Me                      | 1999, 30 de Outubro  |
| 8  | Treasure of the Sierra Lotto             | 1999, 6 de Novembro  |
| 9  | A Walk on the Wild Side                  | 1999, 13 de Novembro |
| 10 | Tough Love                               | 1999, 20 de Novembro |
| 11 | Band on the Run                          | 1999, 27 de Novembro |
| 12 | A Cheating Heart                         | 1999, 4 de Dezembro  |
| 13 | Coming of Age                            | 2000, 1 de Janeiro   |

## Terceira temporada
| #  | Título                       | Exibição Original    |
| -- | ---------------------------- | -------------------- |
| 1  | Guess Who's Coming to Dinner | 2000, 23 de Setembro |
| 2  | Push Comes to Shove          | 2000, 30 de Setembro |
| 3  | The Two Year Itch            | 2000, 7 de Outubro   |
| 4  | The Race Car                 | 2000, 14 de Outubro  |
| 5  | One of Our Own               | 2000, 21 de Outubro  |
| 6  | Crushed                      | 2000, 28 de Outubro  |
| 7  | Dad Strikes Out              | 2000, 4 de Novembro  |
| 8  | Sui's in for Stormy Weather  | 2000, 11 de Novembro |
| 9  | Jane Cops Out                | 2000, 18 de Novembro |
| 10 | Marci's in Hot Salsa         | 2000, 25 de Novembro |
| 11 | Roots                        | 2000, 2 de Dezembro  |
| 12 | Say Cheese                   | 2000, 12 de Dezembro |
| 13 | Hitting on a Guy             | 2001, 6 de Janeiro   |